# Gran Turismo HD
Gran Turismo HD (High Definition), prèviament conegut com a Vision Gran Turismo a l'E3 del 2006, va ser el primer videojoc de la saga Gran Turismo per ser llançat per la PlayStation 3. Però pot ser descarregat totalment a través de PlayStation Store a partir del 24 de desembre de 2006. Polyphony Digital va voler acabar ràpidament amb el desenvolupament del Gran Turismo HD i centrar-se amb el desenvolupament del Gran Turismo 5. Hi ha deu cotxes i dos pistes.
Va ser llançada una actualització, la 1.2, el 5 d'abril de 2007 que afegia millores en el control i el so. A Europa i Austràlia es va llançar la versió 2.0 per Playstation Store el 23 de març de 2007.